# Asia Rugby Championship
El Asia Rugby Championship es un torneo anual de selecciones de rugby de mayores organizado por la federación asiática.

## Reseña histórica
El primer torneo asiático se disputó en 1969, jugándose un pentagonal a una sola ronda. Japón, ofició de local y recibió a Corea del Sur, China Taipéi, Hong Kong y Tailandia. Si bien la World Rugby conserva sólo algunos resultados de los partidos, se sabe que la selección japonesa se llevó el título en forma invicta.
Hasta el 1996 se jugó con una única divisional, alcanzando a participar hasta 8 selecciones. La siguiente edición se celebró dos años más tarde en Singapur con la creación del torneo de segunda división. De ahí en adelante se fueron agregando selecciones participantes y divisiones.
Japón es el equipo que más veces ganó el torneo, las otras selecciones que han levantado la copa son las de Corea del Sur y Hong Kong. Por otra parte, Kazajistán, Sri Lanka y Tailandia han tenido su mejor desempeño ubicándose en el 2º puesto al menos una vez.

## Actualidad
En el 2018, compiten 3 equipos en la divisional más alta, llamada Top 3. Le sigue la Division 1 con 4 participantes, otros 4 en la Division 2 y por último, la Division 3 con 11.

## Campeonatos

### Asian Championship
| Edición | Año  | Sede         | Campeón       | 2º puesto     | 3º puesto        | 4º puesto    |
| ------- | ---- | ------------ | ------------- | ------------- | ---------------- | ------------ |
| I       | 1969 | Tokio        | Japón         | Hong Kong     | Tailandia Taiwán |              |
| II      | 1970 | Bangkok      | Japón         | Tailandia     | Hong Kong        | Singapur     |
| III     | 1972 | Hong Kong    | Japón         | Hong Kong     | Tailandia        | Singapur     |
| IV      | 1974 | Colombo      | Japón         | Sri Lanka     | Corea del Sur    | Malasia      |
| V       | 1976 | Tokio        | Japón         | Corea del Sur | China Taipéi     | Tailandia    |
| VI      | 1978 | Kuala Lumpur | Japón         | Corea del Sur | Singapur         | Tailandia    |
| VII     | 1980 | Taipéi       | Japón         | Corea del Sur | Hong Kong        | China Taipéi |
| VIII    | 1982 | Singapur     | Corea del Sur | Japón         | Hong Kong        | Malasia      |
| IX      | 1984 | Fukuoka      | Japón         | Corea del Sur | China Taipéi     | Tailandia    |
| X       | 1986 | Bangkok      | Corea del Sur | Japón         | Tailandia        | China Taipéi |
| XI      | 1988 | Hong Kong    | Corea del Sur | Japón         | Hong Kong        | China Taipéi |
| XII     | 1990 | Colombo      | Corea del Sur | Japón         | Hong Kong        | Tailandia    |
| XIII    | 1992 | Hong Kong    | Japón         | Hong Kong     | Corea del Sur    | Tailandia    |
| XIV     | 1994 | Kuala Lumpur | Japón         | Corea del Sur | Hong Kong        | China Taipéi |
| XV      | 1996 | Taipéi       | Japón         | Corea del Sur | Hong Kong        | China Taipéi |

### Asian Championship Division 1
| Edición | Año  | Sede      | Campeón       | 2º puesto     | 3º puesto    | 4º puesto    |
| ------- | ---- | --------- | ------------- | ------------- | ------------ | ------------ |
| XVI     | 1998 | Singapur  | Japón         | Corea del Sur | Hong Kong    | China Taipéi |
| XVII    | 2000 | Aomori    | Japón         | Corea del Sur | China Taipéi | Hong Kong    |
| XVIII   | 2002 | Bangkok   | Corea del Sur | Japón         | Hong Kong    | China Taipéi |
| XIX     | 2004 | Hong Kong | Japón         | Corea del Sur | Hong Kong    | China Taipéi |
| XX      | 2006 | Hong Kong | Japón         | Corea del Sur | Hong Kong    |              |

### Asian 5 Nations
| Edición | Año  | Sede          | Campeón | 2º puesto     | 3º puesto       | 4º puesto       | 5º puesto       |
| ------- | ---- | ------------- | ------- | ------------- | --------------- | --------------- | --------------- |
| XXI     | 2008 | Sin sede fija | Japón   | Corea del Sur | Hong Kong       | Kazajistán      | Golfo Pérsico   |
| XXII    | 2009 | Sin sede fija | Japón   | Kazajistán    | Corea del Sur   | Hong Kong       | Singapur        |
| XXIII   | 2010 | Sin sede fija | Japón   | Hong Kong     | Kazajistán      | Golfo Pérsico   | Corea del Sur   |
| XXIV    | 2011 | Sin sede fija | Japón   | Hong Kong     | Emiratos Árabes | Kazajistán      | Sri Lanka       |
| XXV     | 2012 | Sin sede fija | Japón   | Corea del Sur | Hong Kong       | Emiratos Árabes | Kazajistán      |
| XXVI    | 2013 | Sin sede fija | Japón   | Corea del Sur | Hong Kong       | Filipinas       | Emiratos Árabes |
| XXVII   | 2014 | Sin sede fija | Japón   | Hong Kong     | Corea del Sur   | Filipinas       | Sri Lanka       |

### Asia Rugby Championship Top 3
| Edición | Año  | Sede          | Campeón                            | 2º puesto                          | 3º puesto                          |
| ------- | ---- | ------------- | ---------------------------------- | ---------------------------------- | ---------------------------------- |
| XXVIII  | 2015 | Sin sede fija | Japón                              | Hong Kong                          | Corea del Sur                      |
| XXIX    | 2016 | Sin sede fija | Japón                              | Hong Kong                          | Corea del Sur                      |
| XXX     | 2017 | Sin sede fija | Japón                              | Hong Kong                          | Corea del Sur                      |
| XXXI    | 2018 | Sin sede fija | Hong Kong                          | Corea del Sur                      | Malasia                            |
| XXXII   | 2019 | Sin sede fija | Hong Kong                          | Corea del Sur                      | Malasia                            |
| -       | 2020 | Sin sede fija | Cancelado por pandemia de COVID-19 | Cancelado por pandemia de COVID-19 | Cancelado por pandemia de COVID-19 |
| XXXIII  | 2022 | Corea del Sur | Hong Kong                          | Corea del Sur                      | Malasia                            |
| XXXIV   | 2023 | Sin sede fija | Hong Kong                          | Corea del Sur                      | Malasia                            |

### Asia Rugby Championship
| Edición | Año  | Sede          | Campeón   | 2º puesto              | 3º puesto     | 4º puesto |
| ------- | ---- | ------------- | --------- | ---------------------- | ------------- | --------- |
| XXXV    | 2024 | Sin sede fija | Hong Kong | Emiratos Árabes Unidos | Corea del Sur | Malasia   |
| XXXVI   | 2025 | Sin sede fija | Hong Kong | Emiratos Árabes Unidos | Corea del Sur | Sri Lanka |

## Posiciones
- Número de veces que las selecciones ocuparon cada posición en los primeros tres puestos.

| Equipo                 | Campeón | 2º puesto | 3º puesto |
| ---------------------- | ------- | --------- | --------- |
| Japón                  | 25      | 5         |           |
| Hong Kong              | 6       | 8         | 15        |
| Corea del Sur          | 5       | 18        | 9         |
| Emiratos Árabes Unidos |         | 2         | 1         |
| Tailandia              |         | 1         | 2         |
| Kazajistán             |         | 1         | 1         |
| Sri Lanka              |         | 1         |           |
| China Taipéi           |         |           | 3         |
| Malasia                |         |           | 4         |
| Singapur               |         |           | 1         |